# 1804

## Esdeveniments
Països Catalans
Resta del món
- S'arriba als mil milions de persones al món.[1]
- 1 de gener, Haití: Es proclama la independència d'Haití, que era una colònia francesa. Gonaives Dessalines en proclama la independència i en restitueix l'antic nom indi. Entre el gener el 22 d'abril es produeix la massacre d'Haití de 1804 en la que s'assasinen entre 3 i 5000 persones blanques.
- 21 de febrer, a prop de Merthyr Tydfil, al País de Gal·les: Circula la primera locomotora de vapor.[2]
- 17 de març: Per primera vegada es representa l'obra que va escriure Friedrich von Schiller sobre Guillem Tell.
- 21 de març, França: Es publica el Codi Civil Francès que serà un referent.
- 28 de maig, Notre-Dame de París, França: Napoleó Bonaparte és coronat Emperador de França.
- 15 de juny, Estats Units: es ratifica la Dotzena esmena de la Constitució dels Estats Units.
- 11 d'agost, Imperi Austríac: Francesc I d'Àustria esdevé el primer Emperador d'Àustria.
- 14 de desembre: Espanya declara la guerra a Anglaterra.[3]
- Antoine Jean Gros pinta Bonaparte visitant els empestats de Jaffa.

## Naixements
Països Catalans;
- 28 de març, La Seu d'Urgell: Josep Ignasi Dalmau i de Baquer, advocat i polític.
- 26 d'abril, Barcelona: Lluís Maria Pastor i Rodríguez, polític i economista barceloní (m. 1872).[4]
- 17 de juliol, Inca (Mallorca): Antoni Torrandell i Jaume, compositor

Resta del món
- 14 de març, Viena (Àustria):  Johann Strauss, compositor i director d'orquestra austríac, conegut particularment pels seus valsos i per ser el pare d'una dinastia musical amb els seus fills Johann Strauss, Josef Strauss i Eduard Strauss. (m. 1849)[5]

- 30 de març, Viena: Salomon Sulzer, músic i baríton vienès (m. 1890).[6]
- 23 d'abril, Estocolm: Marie Taglioni, primera ballarina de dansa clàssica (m. 1884).[7]
- 31 de maig, Parísː Louise Farrenc, compositora, pianista i professora francesa (m. 1875).[8]
- 1 de juny, - Novospàsskoie (Imperi Rus): Mikhaïl Ivànovitx Glinka (en rus: Михаи́л Ива́нович Гли́нка), va ser el primer compositor rus a obtenir un ampli reconeixement en el seu propi país, i se'l considera el pare de la música clàssica russa (m. 1857).[5]
- 1 de juliol, 1804, París: George Sand, escriptora francesa (m. 1876).[9]
- 4 de juliol, Salem, Massachusetts, Estats Units: Nathaniel Hawthorne, novel·lista i contista estatunidenc (m. 1864).
- 17 de juliol, Leipzig, Saxònia: Carl Ferdinand Becker, compositor i organista.
- 20 de juliol, Lancaster (Anglaterra): Richard Owen, biòleg i paleontòleg anglès (m. 1892).[10]
- 22 de juliol, París: Victor Schoelcher, polític francès conegut per haver tractat d'abolir definitivament l'esclavatge a França.[11]
- 1 de setembre, Granada, Espanya: Mariana Pineda, heroïna de la causa liberal espanyola (m. 1831).[12]
- 3 d'octubre, Lió, França: Allan Kardec, professor francès, conegut com el sistematizador de l'espiritisme (m. 1869).[13]
- 24 d'octubre, Palau Reial de Portici, Regne de les Dues Sicílies: Lluïsa Carlota de Borbó-Dues Sicílies, princesa de les Dues Sicílies.
- 23 de novembre, Hillsborough (Nou Hampshire), EUA: Franklin Pierce, advocat,14è President dels Estats Units d'Amèrica. (m. 1869)
- 16 de desembre, Brussel·les: Adèle Kindt, pintora belga (m. 1893).[14]
- 21 de desembre, Londres, Anglaterra: Benjamin Disraeli, escriptor i polític anglès que fou Primer Ministre. (m. 1881).[15]
- 23 de desembre, Boulogne-sur-Mer, França: Charles-Augustin Sainte-Beuve, crític literari francès (m. 1869).

## Necrològiques
Països Catalans
Resta del món
- 12 de febrer - Königsberg, Prússia: Immanuel Kant, filòsof.
- 24 de setembre: Jaume Pasqual, doctor en dret canònic i civil, abat i prior del monestir de Bellpuig de les Avellanes i historiador conegut sobretot pels seus «Monumenta Cathaloniae».